# Octavian Georgescu
Octavian Leonida Georgescu (n. 5 noiembrie 1889, Ceptura, Prahova – d. 20 mai 1943, București) a fost un general de brigadă român, care a luptat în cel de-al doilea război mondial.

## Grade militare
- 1910 - sublocotenent
- 1913 - locotenent
- 1916 - căpitan
- 1917 - maior
- 1927 - locotenent-colonel
- 1934 - colonel
- 1939 - general de brigadă
- 1942 - general de divizie

## Funcții militare
- 1910 - 1912, 1914, 1918 - Diverse funcții în Regimentele 11 și 19 Artilerie,
- 1919 - 1928 - Diverse funcții în Regimentul 3 Artilerie,
- 1928 - 1933 - Diverse funcții la Școala de Ofițeri de Artilerie,
- 1933 - 1936 - Comandant al Școlii de Aplicație de Artilerie,
- 1936 - 1939 - Comandant al Regimentului 2 Artilerie Gardă,
- 1939 - 1941 - Comandant al Brigăzii Artilerie Gardă,
- 1941 - Comandant secund al Diviziei 1 Gardă,
- 1941 - 1943 - Comandant al Diviziei 10 Infanterie; în perioada martie - iulie 1942 și ianuarie - martie 1943, fiind bolnav, nu a exercitat comanda.
- 20 martie - 20 mai 1943 - La dispoziția Ministerului Apărării Naționale.

## Acțiuni de luptă
A participat la campania din anul 1913, la Războiul de reîntregire națională, iar în cel de-al doilea război mondial la luptele de eliberare a Basarabiei (1941), de la Odessa și trecerea Diviziei 10 Infanterie din Kerci în Taman (1942).

## Medalii și decorații
A fost decorat la 2 februarie 1942 cu Ordinul „Steaua României” cu spade, în gradul de Comandor, cu panglică de „Virtutea Militară”, „pentru priceperea și bravura cu care a comandat artileria în luptele din zilele de 4-8 iulie 1941, pentru cucerirea și lărgirea capului de pod dela Fălciu. A condus acțiunea artileriei cu atâta eficacitate, încât a dat posibilitate infanteriei să respingă pe inamic cu toată rezistența sa dârză, cauzându-i mari pierderi”.

## Decorații
- Ordinul „Coroana României” în gradul de Comandor (8 iunie 1940)[3]
- Ordinul „Steaua României” cu spade, în gradul de Comandor, cu panglică de „Virtutea Militară” (2 februarie 1942)[2]
- “Steaua României”, clasa a III-a
- “Coroana României”, clasa a II-a